# وادسلیت

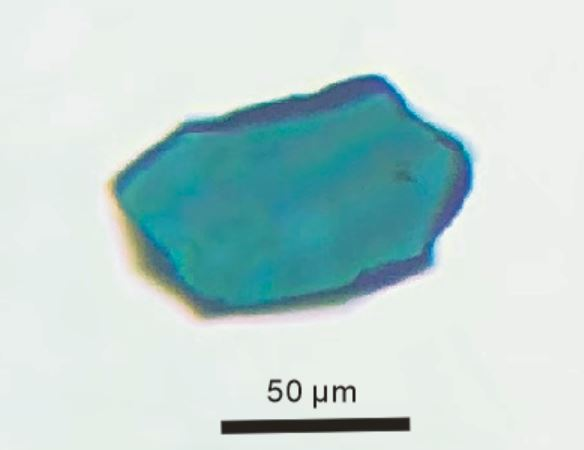

وادسلیت، اولین بار در شهاب سنگی که در منطقه آلبرتا کانادا فرود آمده بود کشف شد. این کانی به افتخار کشف کننده آن آرتور دیوید وادسلی (۱۹۱۸–۱۹۶۹)، وادسلیت نام گرفت. این کانی در آغاز در طبیعت وجود نداشته است و توسط این شهاب سنگ یا به زمین آورده شده است یا با دگرگونی هایی که در اثر برخورد این شهاب سنگ بوده است به وجود آمده است. فاز پرفشار الیوین، یک کانی به شکل بلوری راست لوزی است که با فرمول β-(Mg,Fe)2SiO4 نمایش داده می‌شود. وادسلیت توسط یک تبدیل فاز از الیوین (α-(Mg,Fe)2SiO4) تحت فشار تشکیل می‌شود و در نهایت با افزایش بیشتر فشار به رینگ وود با ساختار اسپینل (γ-(Mg,Fe)2SiO4) تبدیل می‌شود. این ساختار با قابلیتی که داراست می‌تواند مقدار محدودی از کاتیون‌های دو ظرفیتی دیگر را به جای منیزیم که خود کاتیونی دو ظرفیتی است بگیرد، اما برخلاف ساختارهای α و γ، ساختار β با فرمول Fe2SiO4 از نظر ترمودینامیکی پایدار نیست. پارامترهای سلول آن تقریباً مقادیر ذیل را دارا می‌باشند. a = ۵٫۷ Å، b = ۱۱٫۷۱ Å و c = ۸٫۲۴ Å است.
وادسلیت بیشتر در قسمت بالایی گوشته زمین واقع شده‌است که تقریباً بین ۴۱۰–۵۲۰ کیلومتر (۲۵۰–۳۲۰ مایل) از سطح زمین عمق دارد. وادسلیت به دلیل عدم اتصال اکسیژن به سیلیکون در گروه‌های Si 2 O 7، با برخی از اتم‌های همسان خود که اکسیژن می‌باشند پیوند برقرار می‌کند و در نتیجه، این اکسیژن‌ها به راحتی هیدراته می‌شوند و همین پیوندها غلظت بالایی از اکسیژن را در کانی وادسلیت پدیدمی‌آورد. با این همه، وادسلیت در فرمول شیمیایی خود حاوی هیدروژن(H) نیست، اما ممکن است حاوی بیش از ۳ درصد H 2 O در کانی معیار باشد و ممکن است در دما و فشار به خصوصی به مذاب مایه تبدیل شود. وادسلیت به دلیل انرژی الکترواستاتیک پایین بین اتم‌های اکسیژن دارای پیوند، مکان بالقوه ای برای ذخیره آب در گوشته زمین به حساب می‌آید. مقدار آب موجود در کانی و چگالی وادسلیت به دما و فشار زمین بستگی دارد. حتی ممکن است درصد وزنی هیدروژن در کانی معیار وادسلیت به یک تا یک و نیم درصد برسد، منطقه کشف شده درون زمین که تا ۶۰ درصد حجمی وادسلیت را در خود جای داده‌، هنوز می‌تواند یک مخزن اصلی آب در داخل زمین باشد. علاوه بر این، تصور می‌شود دلیل پیدایش کانی وادسلیت در زمین، برخورد شهاب سنگ در سالیان گذشته به زمین و دگرگونی‌های ایجاد شده در محل برخورد بوده‌است.
وادسلیت برای اولین بار توسط رینگ وود و میجر در سال ۱۹۶۶ شناسایی شد و در سال ۱۹۶۸ توسط آکیموتو و ساتو تأیید شد که فاز پایداری است. وادسلیت به نام کانی‌شناس آرتور دیوید وادسلی (۱۹۱۸–۱۹۶۹) نامگذاری شده‌است.

## ترکیب بندی
در اکسید وادسلیت، نوع خالص منیزیم ۴۲٫۷ درصد MgOوSiO 2 و ۵۷٫۳ درصد به خود وزن اختصاص داده‌اند. واکاوی عناصر در وادسلیت نشان می‌دهد که عناصری از قبیل روبیدیم (Rb)، استرانسیم (Sr)، باریم (Ba)، تیتانیوم (Ti)، زیرکونیوم (Zr)، نیوبیم (Nb)، هافنیوم (Hf)، تانتالیم (Ta)، توریم (Th) و اورانیوم (U) در این کانی ارزشمند وجود دارد. و نشان می‌دهد که غلظت این عناصر می‌تواند بزرگتر و فراتر از آنچه در منطقه گذار گوشته بالایی زمین فرض شده‌است باشد. علاوه بر این، این نتایج به درک تمایز مواد شیمیایی و ماگما در داخل زمین کمک بسیار شایانی می‌کند.
اگرچه وادسلیت اسماً و بر اساس فرمول مولکولی بی آب است، اما وادسلییت می‌تواند بیش از ۳ درصد وزنی H2O را در خود جای دهد، به این معنی که می‌تواند آب بیشتری نسبت به اقیانوس‌های زمین در خود جای دهد و ممکن است مخزن مهمی برای H (یا آب) در داخل زمین باشد.

## وقوع زمین‌شناسی
وادسلیت در شهاب سنگ رودخانه صلح، در آلبرتا، کانادا یافت شد. اعتقاد بر این است که وادسلییت در این شهاب سنگ در فشار بالا در جریان شوک مربوط به برخورد الیوین به زمین در رگه‌های غنی از سولفید شهاب سنگ تشکیل شده‌است. این به صورت تکه سنگ‌های ریز کریستالی، اغلب از ۰٫۵ میلی‌متر (۰٫۰۲۰ اینچ) از نظر قطر فراتر نمی‌رود.

## ساختار
وادسلییت یک اسپینلوئید است و ساختار آن بر اساس یک حجم مکعبی متمایل شده از اتم‌های اکسیژن مانند لعل‌ها است. محور a و محور b نصف قطر واحد اسپینل است. منیزیم و سیلیکون در ساختار کاملاً مرتب شده‌اند. سه مکان هشت وجهی متمایز به نام M1، M2، M3 و و یک مکان چهار وجهی منفرد وجود دارد. وادسلییت یک سوروسیلیکات است که در آن گروه‌های Si 2 O 7 وجود دارد.چهار اتم اکسیژن (O) مجزا در ساختار این کانی وجود دارند. O2 یک اکسیژن ارتباطی است که بین دو چهار وجهی مشترک است و O1 یک اکسیژن غیر سیلیکاته است (به Si پیوند ندارد). اتم O1 هیدراته شده در مرکز چهار هشت وجهی Mg 2+ که دارای لبه و گوشه هستند واقع شده‌اند. اگر این اکسیژن هیدراته (پروتونیزه) شود، یک جای خالی برای منیزیم می‌تواند در M3 ایجاد شود. اگر ادغام آب از حدود ۱٫۵٪ بیشتر شود، می‌توان جای خالی M3 را برخلاف گروه فضایی ایما تعیین کرد. و تقارن را به مونوکلینیک I 2/ m با زاویه بتا تا ۹۰٫۴ درجه کاهش داد. و به آرایش جدیدی دست پیدا کرد که تقریباً متفاوت با آرایش‌های قرارگیری عناصر در گذشته‌است
وادسلیت II یک فاز اسپینلویید جداگانه با دو واحد چهار وجهی منفرد (SiO4) و دو واحد چهار وجهی منفرد (Si2O7) است. این یک سیلیکات آهن منیزیم با ترکیبی متغیر است که ممکن است بین نواحی پایداری وادسلیت و γ-Mg2SiO4 رینگ وود رخ دهد، اما مدل‌های محاسباتی نشان می‌دهند که شکل منیزیم خالص پایدار نیست. یک پنجم اتم سیلیکون در چهار وجهی جدا شده و چهار پنجم آن در گروه‌های Si2O7 قرار دارد به طوری که ساختار را می‌توان مخلوطی از یک پنجم اسپینل و چهار پنجم وادسلییت در نظر گرفت.

## کریستالوگرافی و خواص فیزیکی

حجم مولی در برابر فشار در دمای اتاق

وادسلیت در سیستم کریستالی اورتورومبیک متبلور می‌شود و دارای حجم سلولی ۵۵۰٫۰۰ Å۳ است. و همین‌طور پارامترهای سلولی آن a = ۵٫۶۹۲۱ Å، b = ۱۱٫۴۶ Å و c = ۸٫۲۵۳ Å است. یک مطالعه تجربی مستقل نشان داد که پارامترهای سلولی با اختلافی اندک اعداد a = ۵٫۶۹۸ Å، b = ۱۱٫۴۳۸ Å و c = ۸٫۲۵۷ Å است. وادسلییت منیزیم خالص بی‌رنگ است، اما گونه‌های آهن دار آن سبز تیره هستند.
کانی‌های وادسلییت عموماً دارای بافت میکروکریستالی بوده و خرد می‌شوند. به دلیل اندازه کریستال‌های کوچک، اطلاعات نوری دقیق به دست نمی‌آید. با این حال، وادسلییت ناهمسانگرد می‌باشد و دارای رنگ‌های دو شکستی درجه پاییناست. وادسلیت کانی ای دو محوری می‌باشد با میانگین ضریب شکست n = ۱٫۷۶ و چگالی نسبی ۳٫۸۴ محاسبه‌شده‌است. در پراش پودر پرتو ایکس، پر انرژی‌ترین نقاط الگوی آن عبارتند از: ۲٫۸۸6(50)(۰۴۰)، ۲٫۶۹1(40)(۰۱۳)، ۲٫۴۵2(100141)، ۲٫۰۳8(80)(۲۴۰)، 1.442(80)(244).

## سرعت صدا
ساواموتو و همکاران در سال 1984 ابتدا سرعت موج P (Vp) و سرعت موج S (Vs) در عضو انتهایی منیزیم وادسلییت را در شرایط محیطی به وسیله طیف‌سنجی بریلوین اندازه‌گیری کردند. داده‌های آن‌ها نشان می‌داد که انتقال فاز الیوین-وادسلییت باعث پرش ۱۳٪ سرعت موج p و باعث جهش ~ ۱۴٪ سرعت موج s می‌گردد. در نتیجه، انتقال فاز الیوین-وادسلییت به عنوان دلیل اصلی برای ناپیوستگی لرزه ای در مرز بین گوشته بالایی و گوشته پایینی در زمین. پیشنهاد شده‌است.
سرعت موج p از سرعت موج s بیشتر است. ودر نتیجه زودتر به سطح زمین می‌رسد

## طرح بیوگرافی
آرتور دیوید وادسلی (۱۹۱۸–۱۹۶۹) به دلیل کمک‌هایش در زمین‌شناسی مانند کریستالوگرافی مواد معدنی و سایر ترکیبات معدنی، این امتیاز را دریافت کرد که یک ماده معدنی به نام او ثبت شود. پیشنهاد نامگذاری وادسلیت به نام وادسلی توسط کمیسیون مواد معدنی جدید و انجمن بین‌المللی کانی‌شناسی تصویب شد. نمونه معیار این کانی در حال حاضر در مجموعه گروه زمین‌شناسی در دانشگاه آلبرتا نگهداری مس شود. این یک رویه مرسوم در علم شیمی است که مواد و عناصر و کانی‌هایی که توسط افراد کشف می‌شود اغلب به نام خود آنها ثبت می‌شود. و البته این نکته هم حائز اهمیت است که از این به بعد در محافل علمی به جای واژه وادسلیت از واژه وادسلی استفاده خواهد شد